# Gastó I de Bearn
Gastó I († 984) va ser vescomte de Bearn i Auloron del 940 al 984. Era fill de Cèntul II, vescomte de Bearn.

## Biografia
Segons La Vasconie. Tables Généalogiques, era fill del vescomte de Bearn, Cèntul II, i de la seva dona de la qual se'n desconeix el nom o avantpassats. Pel que fa a Cèntul II de Bearn, sempre segons La Vasconie. Tables Généalogiques, era fill del vescomte de Bearn, Llop Cèntul, i de la seva dona de la que tampoc en sabem res.
Gastó I surt esmentat en una escriptura de donació a favor de l'abadia de Sant Vincenç de Luc feta pel seu pare i que concernia una vil·la a Bordeus. Ell mateix va fer una donació a favor de la mateixa abadia d'una altra vil·la conjuntament amb Guillem Sanç, comte de Gascunya (961-996); a l'annex del Cartulari de Sant Vincenç de Luc també es fa referència al regnat de l'emperador Lluís el Pietós.
Gastó I va estar al seguici del rei de Pamplona, Sanç Garcés, conegut com a Abarca, contra l'emirat d'al-Andalus. També va estar al costat del duc. de Gascunya, Guillem I, contra els normands el 980 i després contra els sarraïns que havien assaltat el Rosselló.
Gastó I (Wastonis Centulli vicecomitis), l'any 980, va signar un document del bisbe Arsius.

## Núpcies i descendència
Amb una dona desconeguda Gastó I va tenir Cèntul III († 1004), el seu successor al vescomtat de Bearn.